# 山麓黑克斯海姆
山麓黑克斯海姆是德国莱茵兰-普法尔茨州的一个市镇。总面积4.35平方公里，总人口731人，其中男性387人，女性344人（2011年12月31日），人口密度168人/平方公里。